# Антоніо Франціско Сантос Гонсалвес
Антоніо Франціско Сантос Гонсалвес або просто Антоніо Сантос (порт.-браз. Antonio Francisco Santos Gonçalves, нар. 29 липня 1998) — бразильський футболіст, центральний захисник клубу «Минай».

## Життєпис
Футбольну кар'єру розпочав на батьківщині в клубі «Уніау» (Можі-дас-Крузіс), який у 2018 році виступав у бразильській Серії D (четвертий дивізіон національного чемпіонату) та Серії B Ліги Пауліста (четвертий дивізіон чемпіонату штату Сан-Паулу).
У 2019 році переїхав до Європи. Підписав контракт зі словацьким клубом «Локомотив». Дебютував за кошицький клуб 14 квітня 2019 року в переможному (3:1) виїзному поєдинку Другої ліги проти другої команди «Жиліни». Антоніо вийшов на поле на 89-й хвилині, замінивши Лукаша Тота. У складі «Локомотива» зіграв 2 матчі в Другій лізі Словаччини. 
У липні 2019 року відправився на перегляд до «Минаю», а наприкінці того ж місяця підписав контракт з закарпатським клубом, ставши першим легіонером в історії команди. Дебютував за новий клуб 27 липня 2019 року в програному (0:3) домашньому поєдинку 1-о туру Першої ліги проти франківського «Прикарпаття». Сантос вийшов на поле в стартовому складі та відіграв увесь матч.